# Dlakoše
Dlakoše (cyr. Длакоше) – wieś w Bośni i Hercegowinie, w Republice Serbskiej, w gminie Bileća. W 2013 roku liczyła 26 mieszkańców.